# Gmork
Gmork est un personnage de L'Histoire sans fin (1979) de Michael Ende.

## Traitement du personnage

### Dans le livre
Gmork est, selon le livre, un être qui n'appartient ni aux habitants du Pays fantastique, ni aux Hommes. Il peut traverser les deux mondes comme bon lui semble - tel un loup-garou,. 
Dans le pays fantastique, il prend la forme d'un loup géant. Il explique à Atreju le moyen de se rendre au monde des Hommes et par la même occasion, ce qui arrive aux habitants du pays fantastique qui se jettent dans le Néant. Il avait pour mission de poursuivre inlassablement Atreju dans sa quête du remède pour l'Impératrice, mais il a fini par perdre sa trace dans l'antre d'Ygramul la Multiple. Gmork a ensuite dérivé dans le pays fantastique jusqu'à faire la rencontre de la princesse des ténèbres, Gaya. Il s'est laissé séduire et lui a raconté sa mission. Celle-ci l'attacha donc à une chaîne pour l'empêcher de réussir ; en tant qu'individu du monde fantastique, elle souhaitait l'empêcher d'arriver à ses fins avant de disparaître. Puis Gaya et ses suivants s'engouffrèrent dans le Néant, en laissant Gmork derrière eux. C'est dans les ruines du palais de Gaya qu'il rencontre enfin Atreju et lui raconte tout. Il finit par mourir de faim.

### Dans le film
Représenté sous la forme d'un loup-garou noir, Gmork est le serviteur du Néant : il le précède, le guide et prépare le terrain pour la destruction du monde de Fantasia. Il poursuit inlassablement Atreju dans sa quête du remède pour l'Impératrice, et manque de le capturer dans les marais de la mélancolie. 
Atreju, alors désespéré par le caractère apparemment inutile de sa quête, finit par le retrouver dans les ruines de Fantasia où Gmork s'est réfugié ; le jeune garçon tue alors le loup.